# Walikota Surabaya Cup 2010
Der Walikota Surabaya Cup 2010 im Badminton fand vom 4. bis zum 8. Mai 2010 in Surabaya statt.

## Sieger und Platzierte
| Disziplin    | Gold                             | Silber                        | Bronze                                          |
| ------------ | -------------------------------- | ----------------------------- | ----------------------------------------------- |
| Herreneinzel | Adnan Fauzi                      | Ridho Akbar                   | Febriyan Irvannaldy                             |
| Herreneinzel | Adnan Fauzi                      | Ridho Akbar                   | Chandra Berata                                  |
| Dameneinzel  | Hera Desi Ana Rachmawati         | Maria Elfira Christina        | Masami Yoshimura                                |
| Dameneinzel  | Hera Desi Ana Rachmawati         | Maria Elfira Christina        | Ayu Wanda Tika Wulandari                        |
| Herrendoppel | Rendra Wijaya Tri Kusuma Wardana | Rahmat Adianto Ricky Widianto | Rizki Kurniawan Viki Indra Okvana               |
| Herrendoppel | Rendra Wijaya Tri Kusuma Wardana | Rahmat Adianto Ricky Widianto | Christopher Rusdianto Markus Fernaldi Gideon    |
| Damendoppel  | Masami Yoshimura Yuka Hayashi    | Nadya Melati Natalia Poluakan | Angeline de Pauw Yulia Yosephine                |
| Damendoppel  | Masami Yoshimura Yuka Hayashi    | Nadya Melati Natalia Poluakan | Jenna Gozali Variella Aprilsasi Putri Lejarsari |
| Mixed        | Tri Kusuma Wardana Nadya Melati  | Ricky Widianto Jenna Gozali   | Budi Hartono Aurien Hudiono                     |
| Mixed        | Tri Kusuma Wardana Nadya Melati  | Ricky Widianto Jenna Gozali   | Rendra Wijaya Maria Elfira Christina            |